# Starachowice (przystanek kolejowy)
Starachowice – przystanek kolejowy w Starachowicach, w województwie świętokrzyskim, w Polsce.
Zatrzymują się tu (2021) pociągi Polregio do Kielc Głównych, Krakowa Głównego, Ostrowca Świętokrzyskiego, Skarżyska-Kamiennej, a w sezonie letnim także do Sandomierza.

## Ruch pasażerski
| Rok  | Wymiana pasażerska na dobę |
| ---- | -------------------------- |
| 2017 | 300-499                    |
| 2022 | 300-499                    |